# 阿爾特維希斯哈根湖

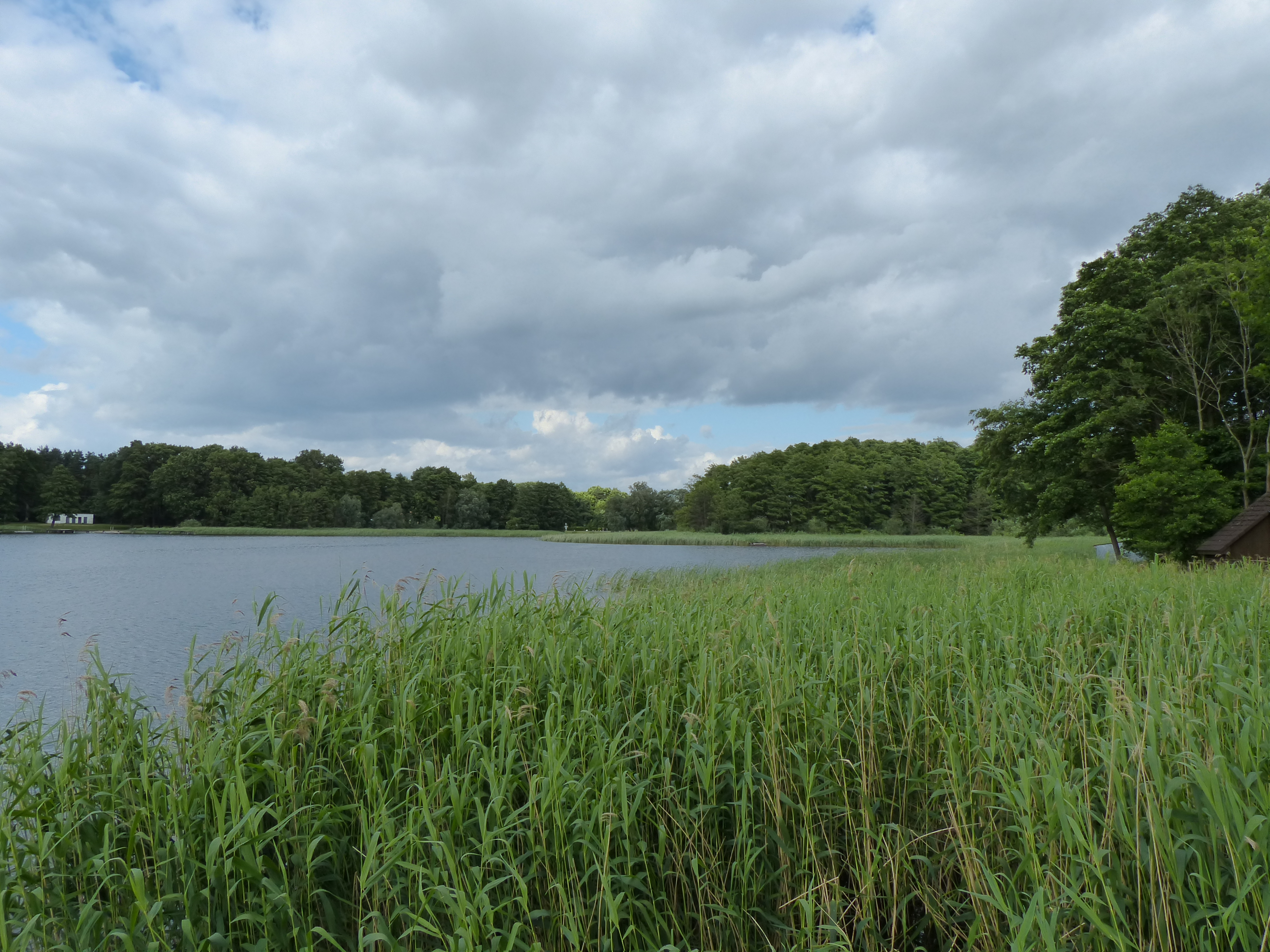

53°42′19″N 13°49′41″E / 53.70528°N 13.82801°E
阿爾特維希斯哈根湖（德語：Altwigshagener See），是德國的湖泊，位於該國東北部，由梅克倫堡-前波美拉尼亞州負責管轄，處於阿爾特維希斯哈根附近，面積0.15平方公里，海拔高度6米，最大水深5米。